# Список вірменських храмів Ірану

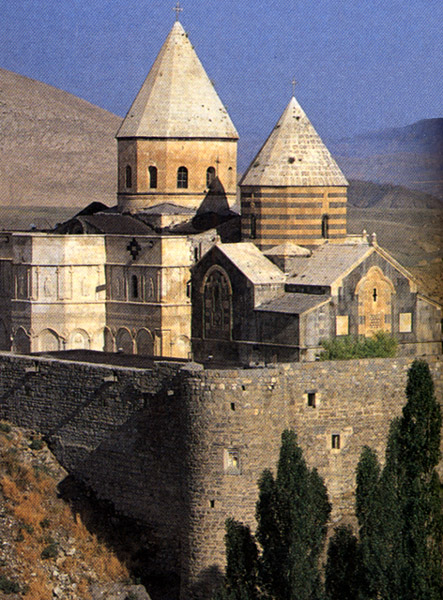
Монастир Св. Тадевоса

- Атрпатаканська єпархія Вірменської Апостольської Церкви, Тебриз
- Церква Святої Богородиці, Дарашамб.
- Монастир Святого Степаноса
- Монастир Святого Тадея, остан Західний Азербайджан.
- Церква Св. Стефана Первозванного, остан Західний Азербайджан.
- Церква Пресв. Богородиці, Нова Джульфа, Ісфахан.
- Церква Ванк, Ісфахан.
- Церква Св. Вифлеєма, Нова Джульфа, Ісфахан.
- Церква Всеспасітеля, Нова Джульфа, Ісфахан.
- Церква Св. Георгія, Нова Джульфа, Ісфахан.
- Церква Св. Григорія Просвітителя, Нова Джульфа, Ісфахан.
- Церква Св. Катерини, Нова Джульфа, Ісфахан.
- Церква Св. Іоанна Хрестителя, Нова Джульфа, Ісфахан.
- Церква Св. Іоанна, Сорол, Східний Азербайджан.
- Церква Св. Йакова, Нова Джульфа, Ісфахан.
- Церква Св. Мінаса, Нова Джульфа, Ісфахан.
- Церква Св. Нерсеса, Нова Джульфа, Ісфахан.
- Церква Св. Миколая Айрапетов, Нова Джульфа, Ісфахан.
- Церква Св. Стефана, Нова Джульфа, Ісфахан.
- Церква Св. Саркіса, Тебріз.
- Кафедральний собор Св. Саркіса, Тегеран.
- Церква Свв. Вардананц, Тегеран.
- Церква Св. Григорія Просвітителя, Тегеран.
- Церква Св. Марії, Тегеран.
- Церква Свв. Перекладачів, Тегеран.
- Церква Свв. Тадея і Бартоломея, Тегеран.
- Церква Св. Стефана, Тегеран.

## Див. Також
- Архітектура Вірменії
- Вірменська апостольська церква
- Вірменська католицька церква
- Список вірменських церков і монастирів світу